# Pinge

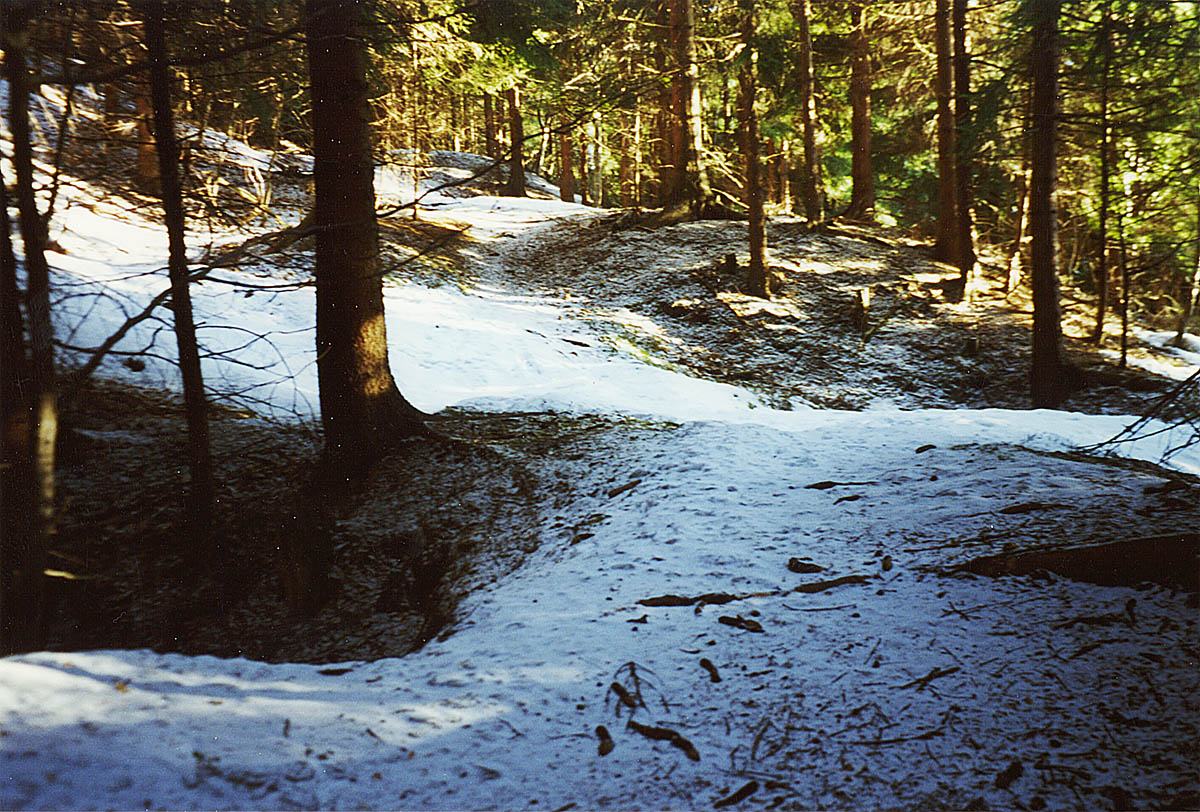
Mittelalterliche Pinge mit Halde eines Schachtes am Ochsenhügel bei Suhl/Thüringer Wald

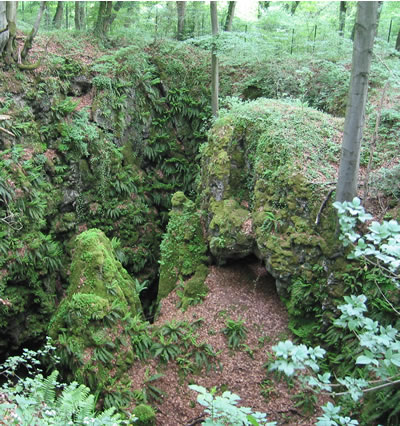
Pinge einer Eisenerzgrube im Naturschutzgebiet Oberhagen

Eine Pinge (oder Binge) ist eine keil-, graben- oder trichterförmige Vertiefung, die durch Bergbautätigkeiten entstanden ist. Diese Vertiefungen, die aufgrund ihrer Form auch Trichtergruben genannt werden, entstehen häufig durch den Einsturz alter Tiefbaugruben, die in geringer Teufe betrieben wurden. Im Gegensatz zu natürlichen Geländeformen ist eine Pinge ein künstliches Gebilde.

## Wortentstehung
Im ursprünglichen Wortsinne gehen die bergmännischen Bezeichnungen „Pinge“ oder „Binge“ auf die Tätigkeit des „Pingens“ zurück, das mit „Aufschürfen“ vergleichbar ist. Ein „aufgepingter“ Gangzug war eine im oberflächennahen Bereich aufgeschürfte Ganglagerstätte. Die Pinge war also ein Schurf, ein tagebauartiges, primitives Bergwerk. Nach Adelung und Duden stammt das Wort vom mittelhochdeutschen Wort Binge für Vertiefung, Graben her und ist mit schwedisch Bunke (Beule, Haufen) bzw. binge für Korn-, Mehlkiste verwandt. Gätzschmann leitet Binge von Bühne her und konstatiert eine Verwandtschaft mit schweizerisch bühne.
Ortsnamen mit -bing[en] als Bestandteil weisen dementsprechend auf trichter- oder kesselförmige Vertiefungen hin.
Danach übertrug sich dieser Begriff auf die trichterförmigen Vertiefungen, die am Ansatz versetzter oder verbrochener Schächte entstanden. Da im Gangbergbau Schächte und Schürfe dem Streichen des Ganges folgend angelegt wurden, hinterließen diese Grubenbaue die typischen Pingenzüge, wie sie vom mittelalterlichen Bergbau zum Beispiel im Thüringer Wald, im Oberharz, im Erzgebirge und im Eschweiler Raum vielerorts erhalten sind.
Später wurde der Begriff Pinge für vielerlei auf bergmännische Aktivitäten zurückgehende Hohlformen im Gelände verwendet: Tagebaurestlöcher (oberflächiger Abbau) oder Tagesbrüche auf untertägigen Grubenanlagen. Letztere entstanden entweder als unerwünschte Folge von Einbruchereignissen im aktiven Bergbau (oft mit Unglücken oder Katastrophen verbunden) oder über Altbergbau. Sie wurden zum Teil beim Abbau mittels Bruchbau billigend und bewusst in Kauf genommen.
Ein Pingenzug besteht aus mehreren aneinandergereihten Pingen.

## Arten
Pingen entstehen durch Grabungen an der Oberfläche oder durch das Ausbeuten von Lagerstätten in geringer Tiefe mit anschließendem Einsturz des Deckgebirges. Durch Einbrechen bzw. Einsturz des Deckgebirges kommt es zu Tagesbrüchen. Infolge von Tagesbrüchen entstehen wiederum Pingen. Die ältesten durch Grabung nach Aktinolith-Hornblende-Schiefer entstandenen Pingen sind in Jistebsko in Böhmen nachgewiesen, die entstandenen Pingen stammen in der Regel aus dem 16. und 17. Jahrhundert und sind meist nur 0,5–1 Meter tief. Tiefere, durch Einsturz des Deckgebirges entstandene Pingen stammen aus dem 18. und 19. Jahrhundert. Durch die abgesenkte Oberfläche der Pinge ist diese in der Regel mit einer ringförmigen Halde umgeben. Einige Pingen sind bis zu 250 Meter lange und 15 Meter breite Gräben.

### Grabung

Entstehung einer Pinge durch Kohlengräberei

Der Abbau von Erzen oder von Kohle fand zunächst oberflächennah an den Ausbissen der Lagerstätten statt. Dies erfolgte bei flözartigen Lagerstätten mittels brunnenartiger Löcher, sogenannter Pütts, die die Bergleute im Flözverlauf mittels Hacke und Schaufel anlegten. Sobald diese Löcher den Grundwasserspiegel erreichten, lief das Grundwasser in diese Schürfstellen. Wenn das Wasser aufgrund der großen Wassermenge nicht schnell genug aus der Grube geschöpft werden konnte, liefen die Löcher durch das hereinlaufende Grundwasser voll. Erschwerend kam hinzu, dass durch das Aufweichen des Bodens und durch den Wasserstrom die Stabilität der Seitenwände nachließ. Aus diesem Grund gab man in solchen Fällen die Mulde einfach auf und grub in einiger Entfernung eine neue Grube aus. Im Laufe der Jahre wuchsen diese Pingen dann zu. Im südlichen Ruhrgebiet gibt es eine Vielzahl solcher durch Grabung entstandener Pingen. Durch Erosion und Versturz bildeten sich trichterförmige Kuhlen, die Pingen. Bei Pingen, die durch Grabung entstanden sind, sind um die Pinge ringförmige kleine Halden durch Ablagerung der zu der damaligen Zeit unbrauchbaren Feinkohle und des tauben Gesteins gebildet worden.
Eine andere Variante der Pingenentstehung ist der beim Braunkohlenbergbau angewandte Kuhlenbau. Hierbei wird gezielt mittels kleiner Schächte die Braunkohle abgebaut und das Erdreich für die nächste Kuhle in die ausgekohlte Kuhle geschüttet. Auf diese Weise entstehen mehrere aneinandergereihte Kuhlen oder Pingen.

### Einsturz
Diese Pingen entstehen durch oberflächennahe und ungesicherte Ausbeutung einer Lagerstätte. Wird eine Lagerstätte untertägig ausgebeutet, kommt es zu Pressungen und Zerrungen im Hangenden. Im Laufe der Zeit rutscht nun das Hangende entlang der Abrisslinie in den abgebauten Hohlraum. Pingen sind Bergsenkungen auf einem eng begrenzten Bereich. Aber genauso wie bei großflächigen Bergsenkungen, die durch großflächigen Abbau in großen Teufen kontinuierlich entstehen, bricht beim oberflächennahen Bergbau das Deckgebirge in regelmäßigen Zeitabständen entlang der Abrisslinie ein. Begleitet wird dieses Nachsinken der Schichten in der Regel mit hörbarem Bergschlagen. Die Form der Pinge wird im Wesentlichen durch unterschiedliche Gesteinsformationen bestimmt. Außerdem werden Form und Aussehen der Pingen von ihrem Alter beeinflusst. Eine Pinge, die über ihre gesamte Fläche nur noch flach und nur noch leicht gemuldet ist, ist in der Regel älter als eine Pinge mit scharfen Konturen.
Wie schnell ein oberflächennaher Hohlraum einstürzt, ist von verschiedenen Faktoren abhängig. Entscheidende Kriterien sind die Teufe und die Standfestigkeit des Deckgebirges. Die Tiefe der Pinge wird im Wesentlichen durch die Größe des erzeugten Hohlraums bestimmt. Werden größere Hohlräume in geringerer Teufe erstellt wie beim Tummelbau, so können die Pingen mehrere Meter tief sein. Besonders problematisch sind diese Bergschäden, wenn sie in bewohntem Gebiet entstehen. Einsturzpingen lassen sich durch das Fehlen der Abraumhalden von Grabungspingen unterscheiden.

#### Schachtpinge
Eine Schachtpinge entsteht durch das Einstürzen von alten Tagesschächten. Insbesondere in der Anfangszeit des Bergbaus wurden sehr viele kleinere Tagesschächte geteuft. Die Schächte wurden überwiegend mit Holz ausgebaut. Nur in seltenen Fällen wurde Naturstein, Ziegel oder Beton für den Schachtausbau verwendet. Wenn diese Schächte dann verlassen wurden, verfaulte der Holzausbau im Laufe der Jahre. Der verfaulte Ausbau gab dann nach und der Schacht stürzte ein, es kam zur Bildung einer Schachtpinge. Der Durchmesser und die Tiefe der jeweiligen Schachtpinge ist abhängig von der Größe der Schächte und davon, ob die Schächte verfüllt wurden und welche Qualität die Verfüllung hatte. Eine andere Variante der Entstehung einer Schachtpinge ist der Duckelbau. Beim Duckelbau bricht das Deckgebirge im Bereich des Duckels in der Regel sehr schnell ein, da bei dieser Art des Abbaus nur wenige Meter unterhalb der Oberfläche in meist nicht standfestem Gebirge gegraben wird.

#### Stollenpinge

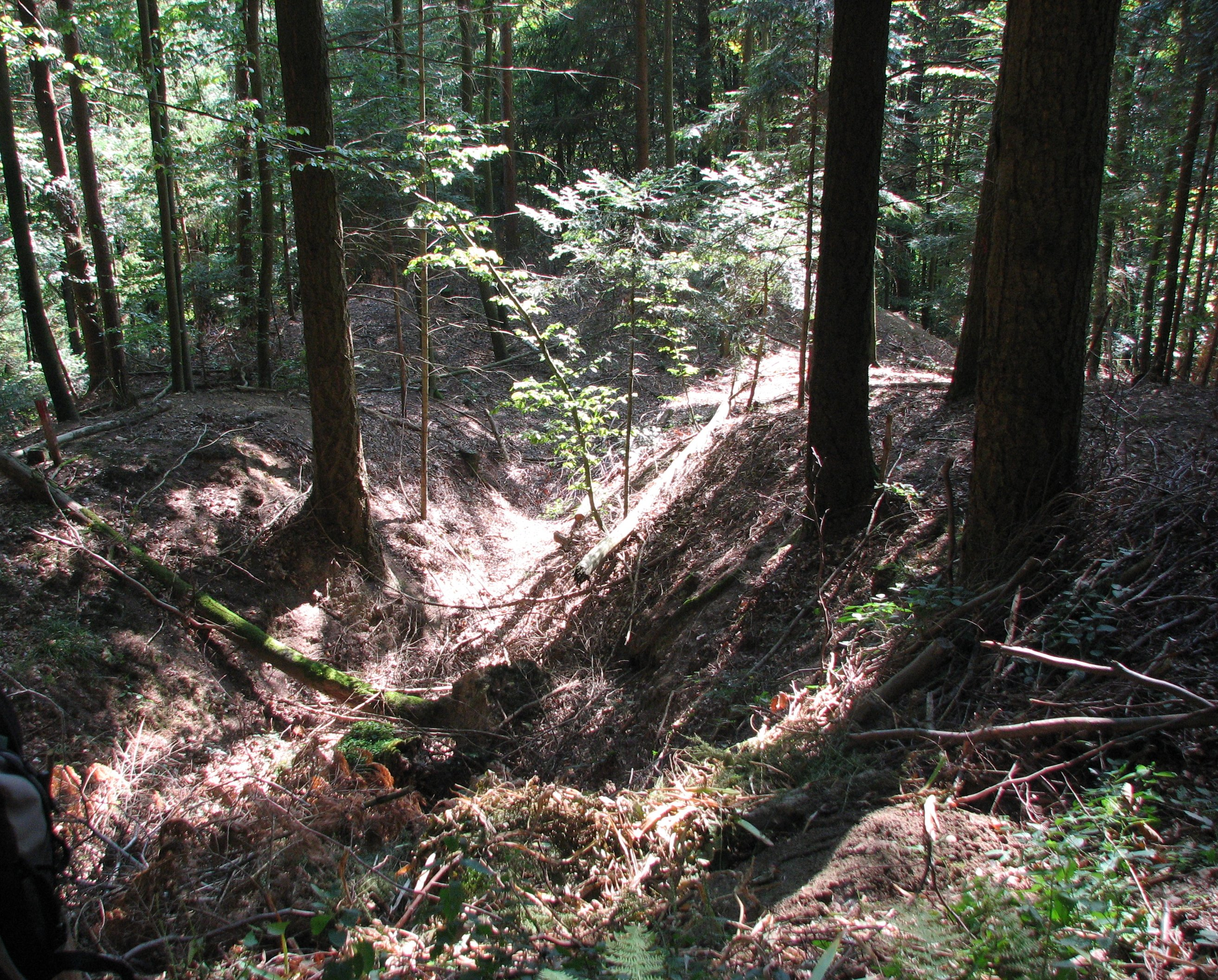
Stollenpinge mit Halde, 16.–17. Jahrhundert, Blick von oben

Eine Stollenpinge entsteht durch Einsturz der gewöhnlich in Oberflächenschichten oder verwittertem Gestein befindlichen tagesnahen Teile eines Stollens. Sie sind im Allgemeinen durch ihre typische asymmetrische Form, ihre im Gegensatz zu Abbaupingen normalerweise bergwärts stärkere Vertiefung sowie die meist vorgelagerte mehr oder weniger ausgeprägte Halde gut erkennbar.

## Bekannte Pingen (Auswahl)

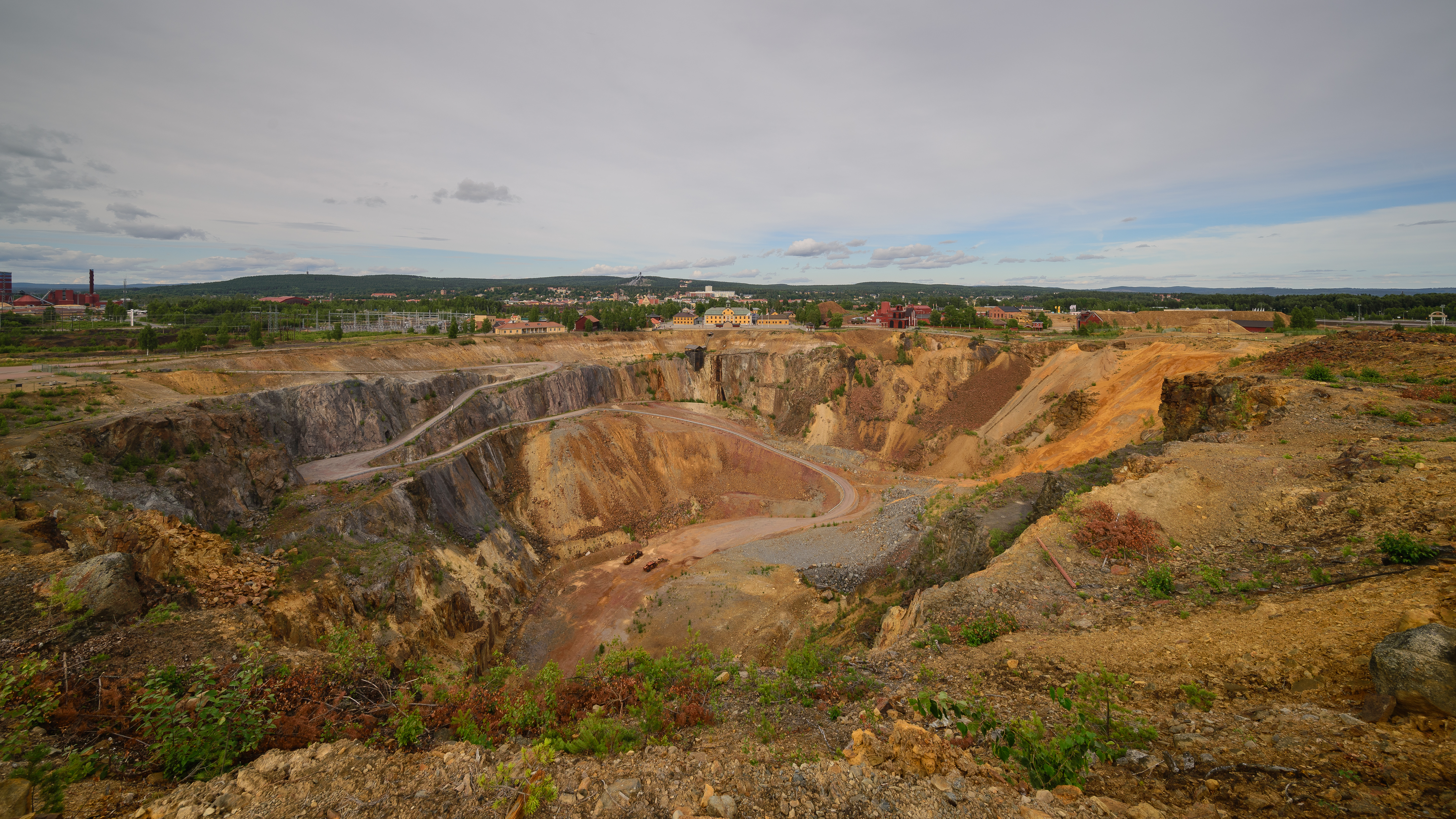
Grubenbaue in Falun

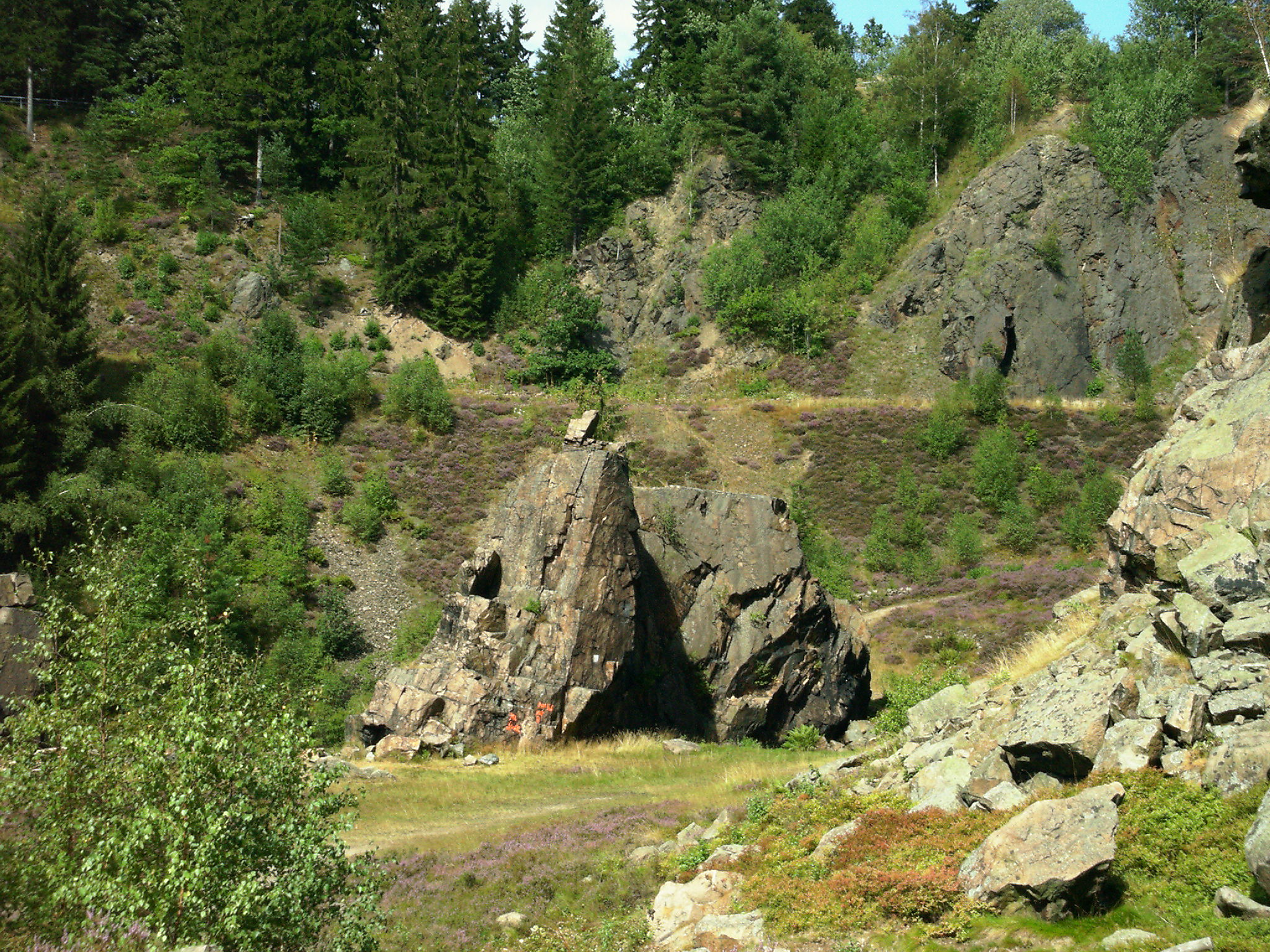
Geyersche Binge

Die nachfolgend aufgeführten Pingen sind durch Einsturz des Deckgebirges entstanden.
Altenberg (Deutschland)

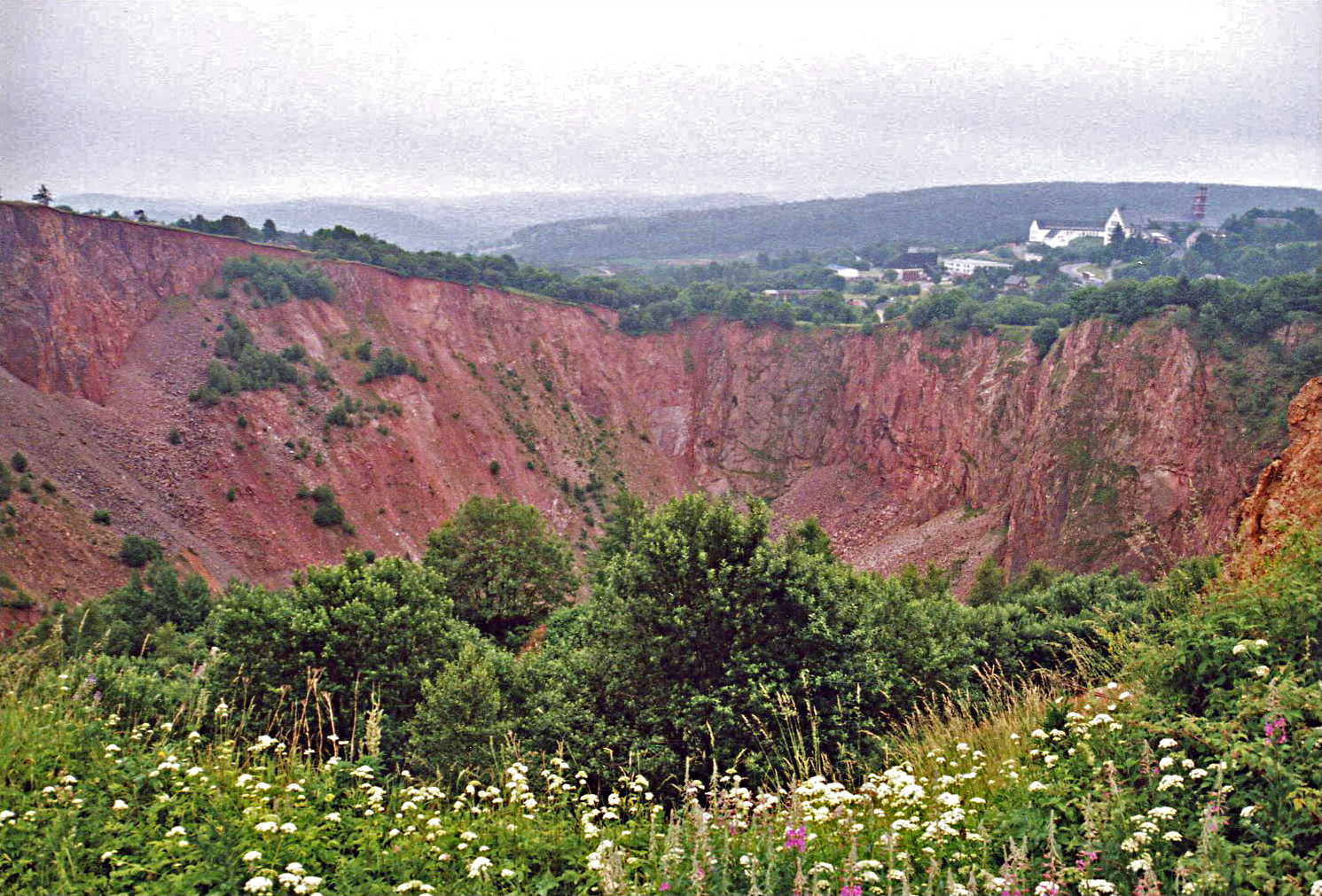
Blick auf die Pinge in Altenberg

Durch unkontrolliertes Aushöhlen des Altenberger Zinnerz-Zwitterstockes infolge Feuersetzens traten bereits 1545 erste Brüche auf. Danach wurde das Erz sowohl aus dem Festgestein als auch aus der Bruchmasse gewonnen. Durch Fortführung des ungehemmten Feuersetzens im Festgestein entstanden erneut große Weitungsbaue, die dem Druck des Deckgebirges nicht standhielten. 1578, 1583, 1587 und 1619 kam es zu weiteren Brüchen, wobei nicht geklärt ist, ob diese absichtlich herbeigeführt wurden. Der umfangreichste Pingenbruch erfolgte am 24. Januar 1620. Dabei entstand ein an der Oberfläche 2 Hektar großer Einsturztrichter, der 36 Gruben zerstörte. In den folgenden Jahrhunderten wurde der Bergbau durch Förderung der Bruchmassen „von unten“ bis 1991 fortgeführt. Dabei traten weitere, anfangs unkontrollierte, später aber geplante Folgebrüche auf. Somit vergrößerte sich die Altenberger Pinge bis zur Einstellung des Zinnerzbergbaus auf 12 ha Fläche, 150 m Tiefe und 450 m Durchmesser. Heute ist die Große Pinge (50° 45′ 56″ N, 13° 45′ 50″ O) nicht nur eine der Attraktionen Altenbergs, sie wurde zudem im Mai 2006 von der Akademie der Geowissenschaften zu Hannover als eines der 77 bedeutendsten nationalen Geotope Deutschlands prädikatisiert.
Falun (Schweden)Der im Bergwerk von Falun unkontrolliert betriebene Kupferbergbau führte 1687 zum großflächigen Bruch der Grubenbaue. Die dadurch entstandene Pinge Stora Stöten ist heute 95 m tief und 350 m breit.
Geyer (Deutschland)Die Geyersche Binge (50° 37′ 16″ N, 12° 55′ 41,8″ O) entstand durch intensiven Raubbau in den Gruben unter dem Geyersberg. Infolge der durch Feuersetzen entstandenen, bis zu 35 m hohen und an der Sohle bis zu 40 m breiten Weitungen kam es 1704 zu einem ersten großen Tagesbruch, dem bis 1803 weitere folgten. Der letzte verhängnisvolle Bruch ereignete sich am 11. Mai 1803. Er führte zur Einstellung des Tiefbaus. Ab 1851 gewann ein Steinbruchsbetrieb die Bruchmassen der Binge. Nach dessen Einstellung 1935 wurde die Binge unter Naturschutz gestellt. Sie ist heute 50–60 m tief und umfasst eine Fläche von etwa 200 × 250 m.
Plattenberg (Tschechien)

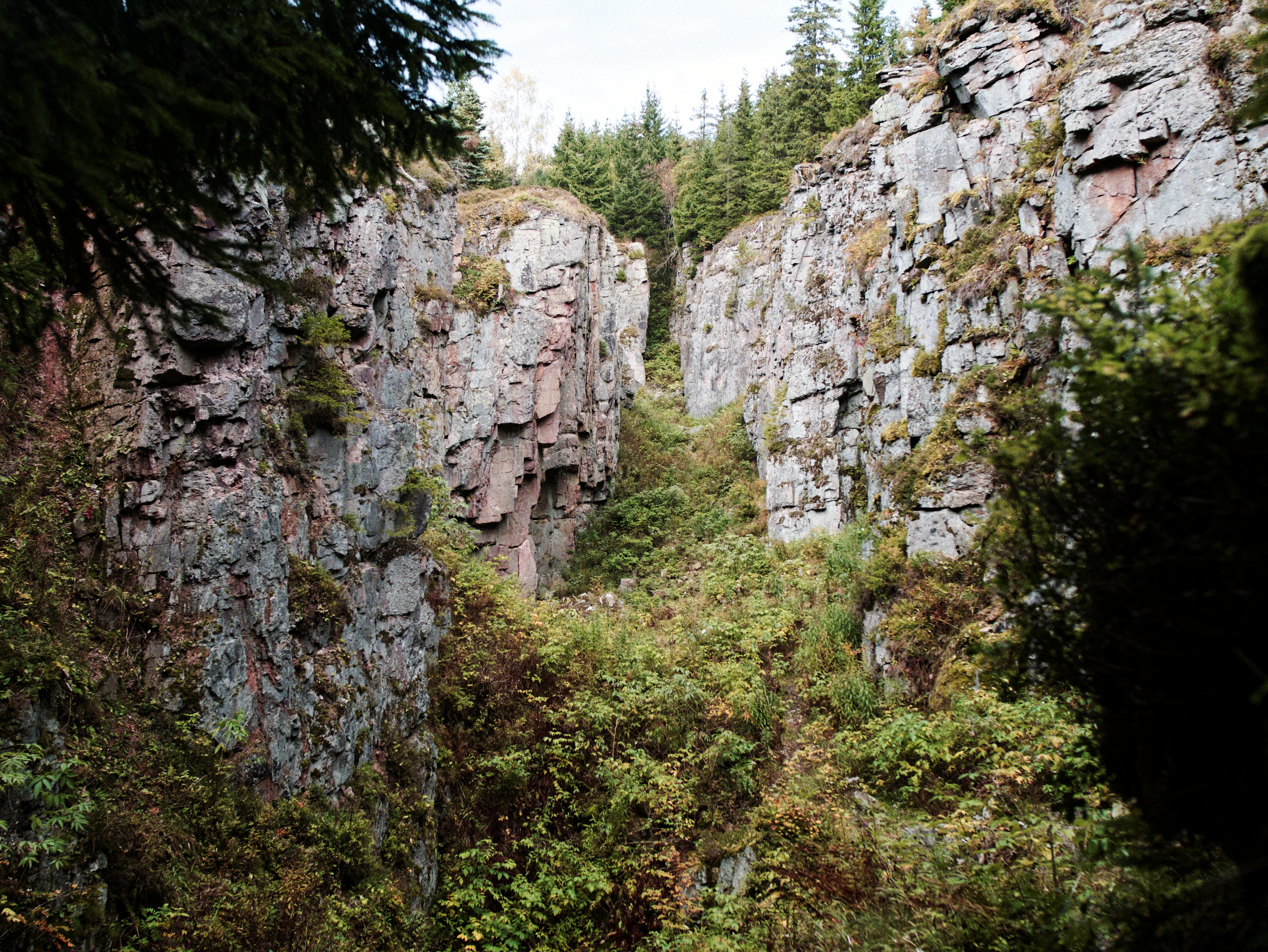
Wolfspinge am Plattenberg

Die Wolfs- und Eispinge entstanden durch Zinnbergbau. In der Eispinge sinkt feuchtkalte Luft auf den Boden, dadurch bleiben Höhleneis und Schnee ganzjährig liegen. 1813 wurde Schnee und Eis aus der Eispinge zur Versorgung der Verwundeten der Völkerschlacht bei Leipzig verwendet.
Seiffen (Deutschland)In Seiffen/Erzgeb. befinden sich nahe der Kirche zwei benachbarte bis zu 34 m tiefe Einsturztrichter des Zinnbergbaus, die Geyerin und Neuglücker Stockwerkspinge genannt werden. Sie sind wahrscheinlich im 16. Jahrhundert durch Feuersetzen entstanden. Wie in Altenberg wurde auch in Seiffen der Bergbau nach dem Pingensturz weiter betrieben. Allerdings wurden hier die Bruchmassen im Gegensatz zur Altenberger Pinge im Tagebau mittels einer Förderbrücke gefördert. Der Abbau wurde im 19. Jahrhundert eingestellt. In der Pinge Geyerin befindet sich seit 1934 eine Freilichtbühne (50° 38′ 46,6″ N, 13° 27′ 14″ O).